# 강민재 (1999년)
강민재(한국 한자: 姜玟在, 1999년 12월 25일 ~ )는 대한민국의 축구 선수이며 포지션은 스트라이커이다.

## 유소년 시절
축구 선수였던 아버지의 권유로 서울서강초등학교에서 처음 축구를 시작하게 된다.

## 플레이 스타일
본래 중앙 미드필더였던 그는 고등학교 때 포지션을 스트라이커로 바꾸게 되는데, 이후 빠른 스피드를 활용한 침투와 포스트 플레이, 높은 득점력을 통해 고교시절 여러 대회에서 득점왕 자리를 얻게 되며, 당시 언남고등학교 축구부 감독이던 최승호 감독은 “굉장히 영리하고, 빠른 발을 가졌으며 기술도 뛰어나 발전 가능성이 매우 높은 장래가 촉망되는 선수다. 이대로만 성장한다면 국가대표팀에서도 활약할 수 있는 재목”이라고 평가를 내렸고 또한 정종선 감독 역시 “우선 183센티미터로 신장이 좋다. 스피드와 기술도 뛰어나다. 2016년 각종 대회에서 득점 선두를 차지한 기록만 봐도 충분히 이해할 수 있을 것이다. 강민재는 1학년 말부터 스트라이커로서의 가능성이 보였다. 동계훈련을 충실히 받았고, 기량이 크게 성장했다. 특히 골 결정력이 좋아졌다. 개인 기술로 공격 기회를 열고, 마무리까지 깔끔하게 한다. 많은 스카우트들도 강민재를 주목하고 있다.” 라고 이야기했으며 또한 언남고 선배인 조영욱은 “골을 잘 넣고 개인 기량이 좋다”라고 했다. 이후 언남고등학교에서 조영욱의 뒤를 잇는 대표 스트라이커로 활약했다.

## 수상 내역

### 대회 기록
언남고등학교(2015 ~ 2017)
- 서울특별시축구협회장배 전국고등학교축구대회 ● 우승: 2017

### 개인
- 대한민국 고교 축구 주말리그 서울 서부 권역 득점왕: 2016
- 대한민국 고교 축구 주말리그 서울 강동 권역 득점왕: 2016
- 추계 한국고등학교축구연맹전 득점왕: 2016
- 서울특별시축구협회장배 전국고등학교축구대회 득점왕: 2016
- 전국고등축구리그 왕중왕전 후반기 득점왕: 2016

## 참고 자료
- 언남고 강민재 “포지션 변화로 축구인생이 달라졌어요”
- 언남고 강민재 “1년 동안 더 열심히 갈고 닦겠다”
- 2017년, 우리가 주목해야 할 것들